# Henri Bertrand
Henri Bertrand (Charleroi, 18?? - 19??) was een Belgische wielrenner.
In 1896 won hij aan de zijde van Maurice Garin Luik-Thuin. Hij was beroepsrenner in 1897-1898 en werd in die jaren ook twee keer Belgisch kampioen.

## Palmares
- 1896: 1e Luik - Thuin (samen met Maurice Garin)
- 1897:  1e Belgisch kampioenschap, Rochefort
- 1898:  1e Belgisch kampioen, Châtelet
- 1905: 1e Provinciaal kampioenschap van Namen